# Seibo kannon daibosatsu
Seibo kannon daibosatsu (1977) és una pel·lícula japonesa del gènere pink eiga dirigida per Wakamatsu Koji. Fou la segona pel·lícula de Wakamatsu produïda per Art Theater Guild.
L'argument de la pel·lícula tracta sobre una dona que "creu ser la reencarnació d'una deessa de la misericòrdia i ofereix el seu cos als homes per salvar-los". Així, amb l'acte sexual purifica als homes. Els homes perden l'interès en tindre sexe amb ella perquè ella no es resisteix.

## Anàlisi
La crítica feminista de cinema Saito Ayako afirma que el maltractament que fa Wakamatsu Koji a les dones en les seues pel·lícules té a veure amb una influència d'una tradició del budisme que veu les "dones com a salvadores dels homes". Sharon Hayashi, analitza la pel·lícula i conclou que, en la pel·lícula, la "violació és utilitzada com a procés de purificació per al violador" i a més la violació representada "subratlla la incapacitat d'una víctima oprimida per la societat".